# Skans
För efternamnet med samma lydelse, se Skantz.

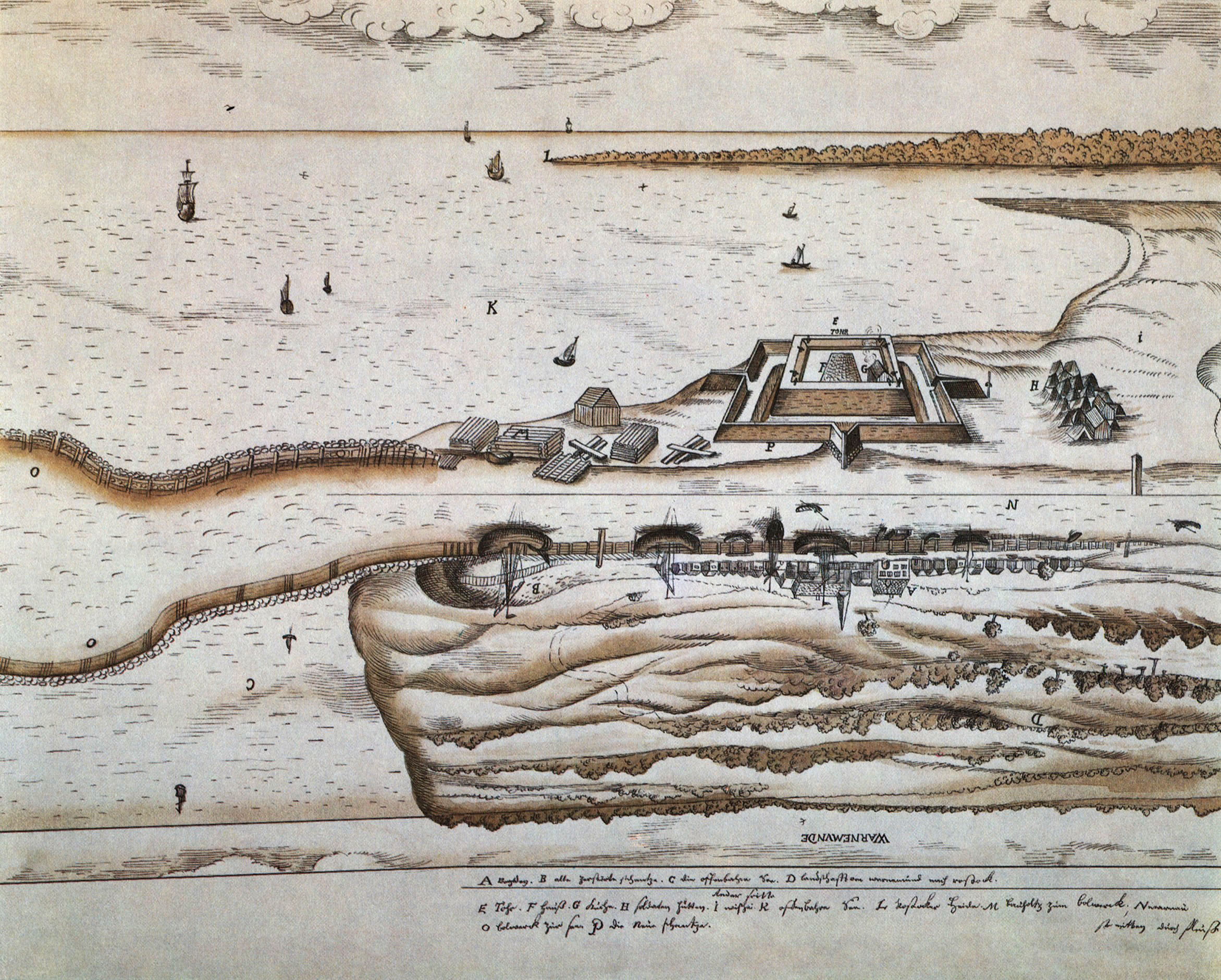
Rostock Warnemünde med skans

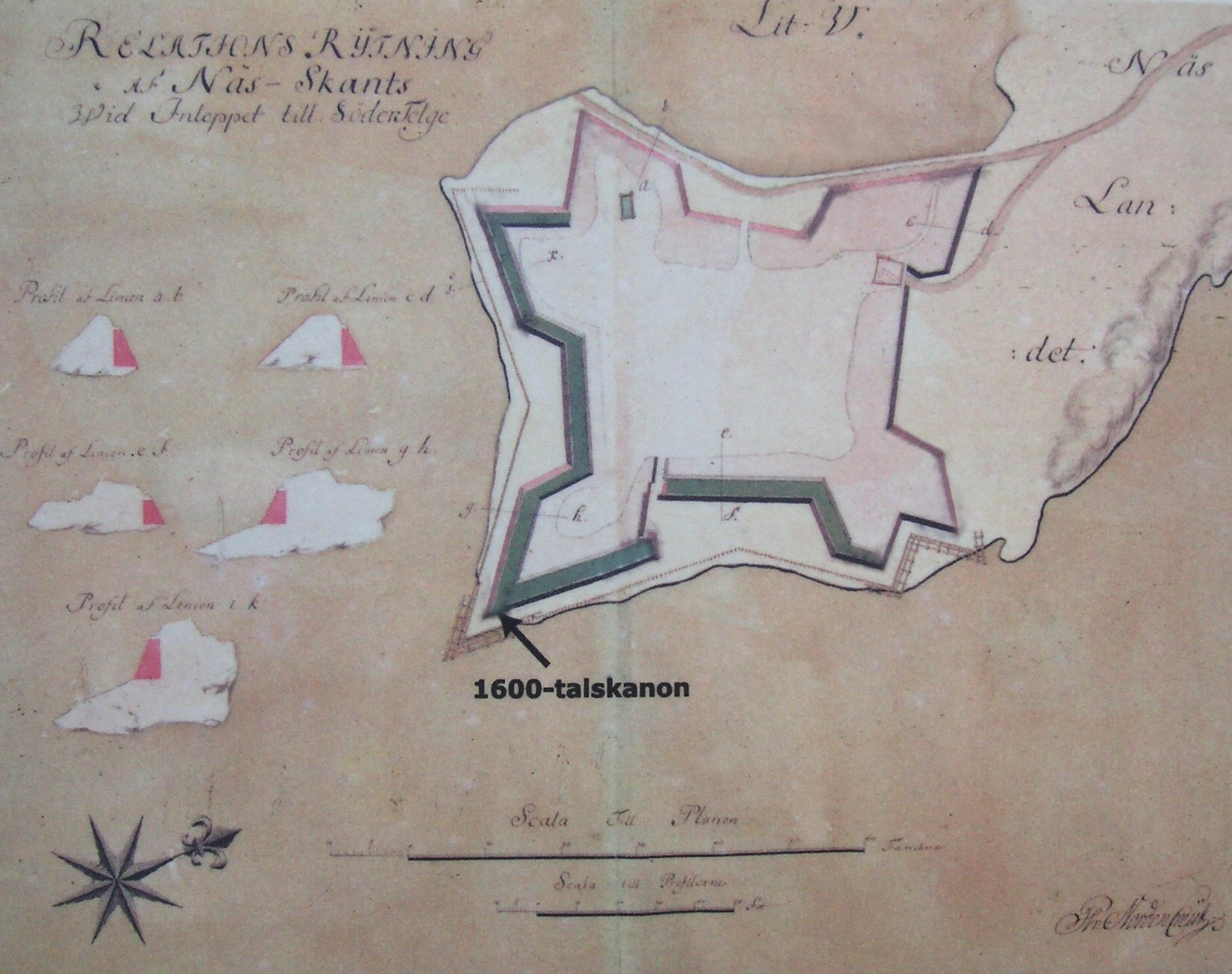
Uppmätningsritning av Nässkansen i Botkyrka kommun, som är en typisk "stjärnskans"

Skans (äldre nysvenska: skanꜩe) är en fast punkt i en äldre typ av befäst fältställning. Den så kallade fältskansen var den viktigaste typen. Man skilde mellan slutna fältskansar (redutter, stjärnskansar, bastionsskansar, korsskansar) och öppna skansar, det vill säga öppna i ryggsidan (halvredutter, flescher och lynetter). Halvslutna fältskansar hade ett svagare bröstvärn eller endast en palissad som rygglinje.

## Skansar i Sverige
Ett urval bevarade skansar i Sverige:
- Borgsjö skans, Medelpad
- Dalarö skans, Stockholms skärgård
- Duveds skans (Dufveds skans), Jämtland
- Eda skans, Värmland
- Frösö skans/Cronstads skans, Jämtland
- Garpa skans, Huskvarna
- Hamre skans , Härjedalen
- Hönjarums skans, Skåne
- Hörningsholms skansar, fyra skansar till skydd av farleden mot Södertälje
- Järpe skans (Hjerpe skans), Jämtland
- Karl XII:s skansar, Mölle, Skåne
- Klunkhytte skans, Närke
- Kårböle skans, Hälsingland
- Långå skans, Härjedalen
- Nissaryds skans, Långaryds socken, Småland
- Norrbo skans, Hälsingland
- Nässkansen, Botkyrka kommun
- Rots skans, Dalarna
- Sibbarps skans, Skåne
- Sjöänds skans, Värmland
- Skansen Kronan, Göteborg
- Skansen Lejonet, Göteborg
- Sturkö skans, Blekinge
- Tingstäde skans, Gotland
- Tofta skans, Småland
- Tjurkö skans, Blekinge

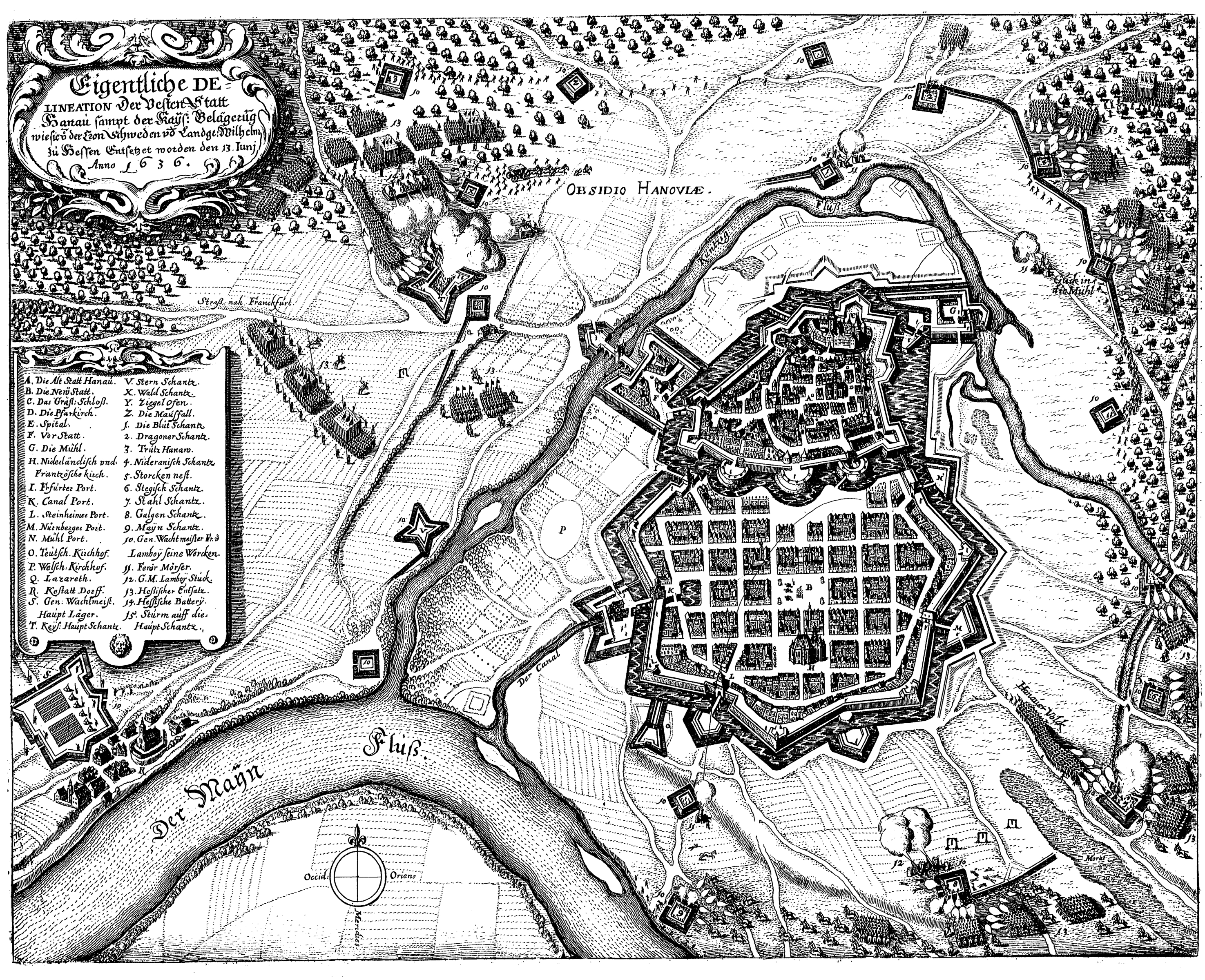
Redutter, stjärn- och bastionsskansar runt den tyska fästningsstaden Hanau attackeras av svenska armén 1636, under 30-åriga kriget.
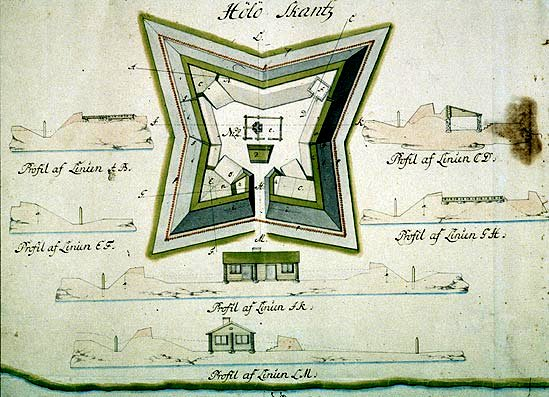
Ritning från 1743 för Hölö skans, Södertälje kommun.
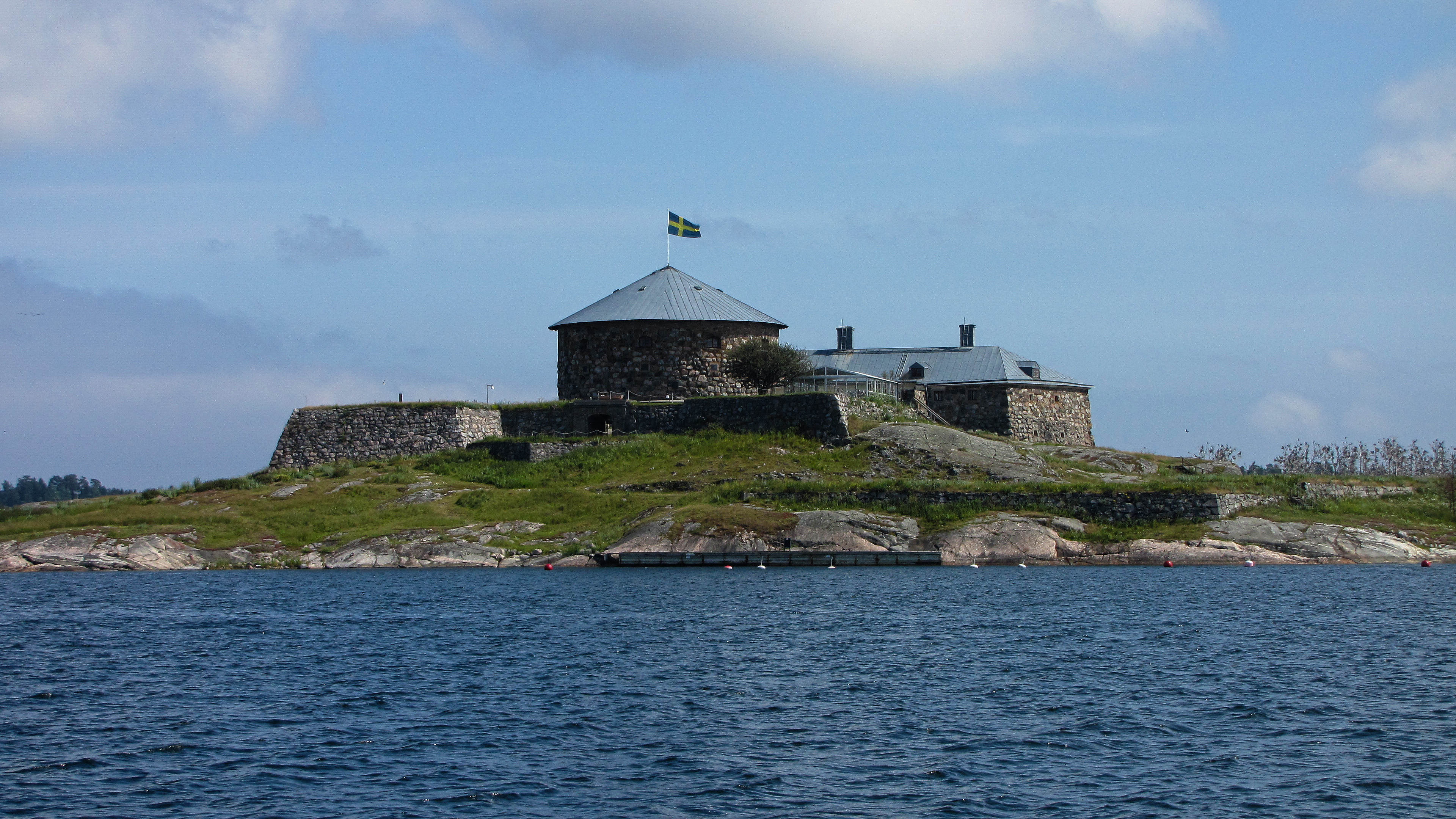
Dalarö skans
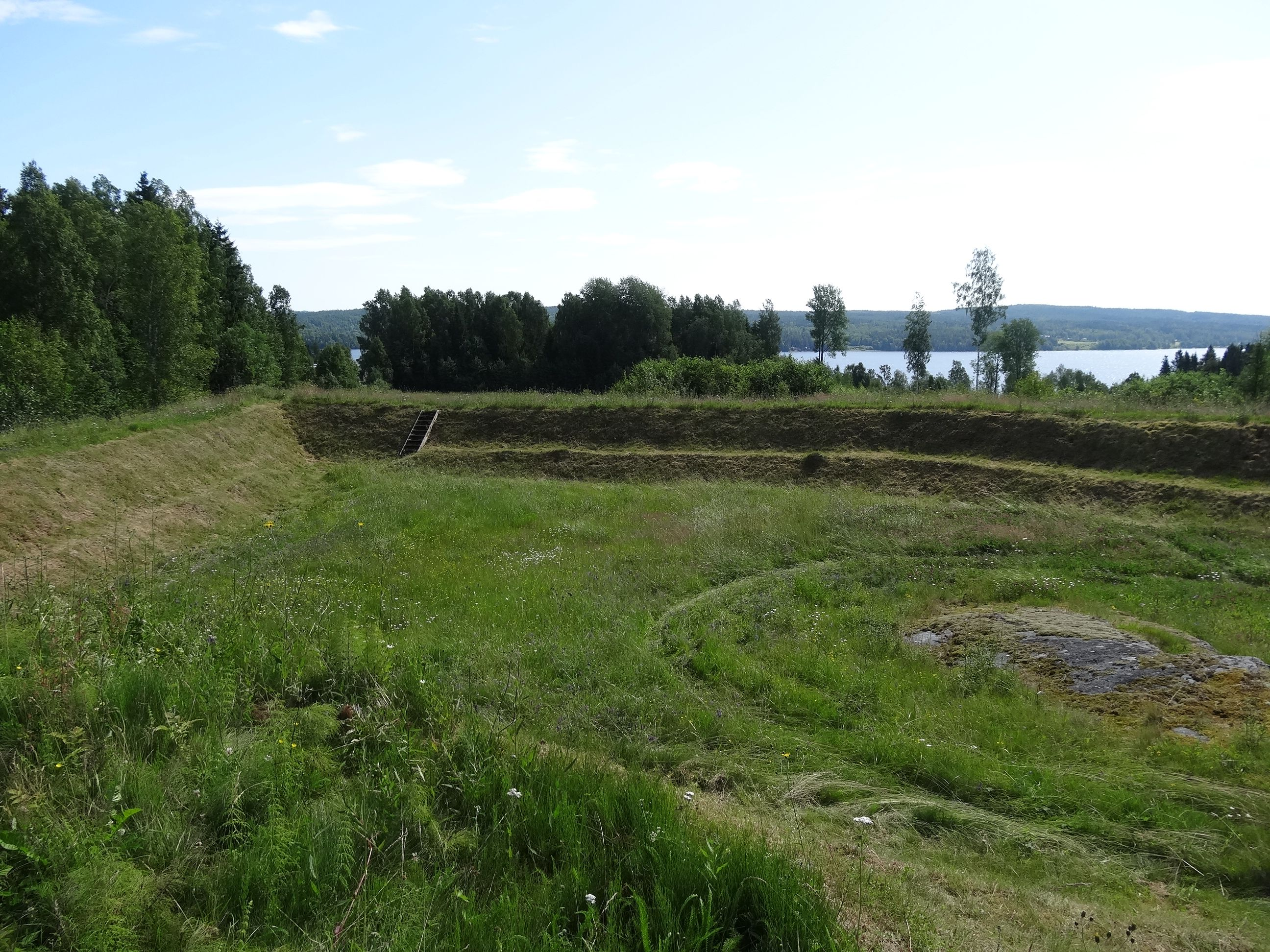
Eda skans
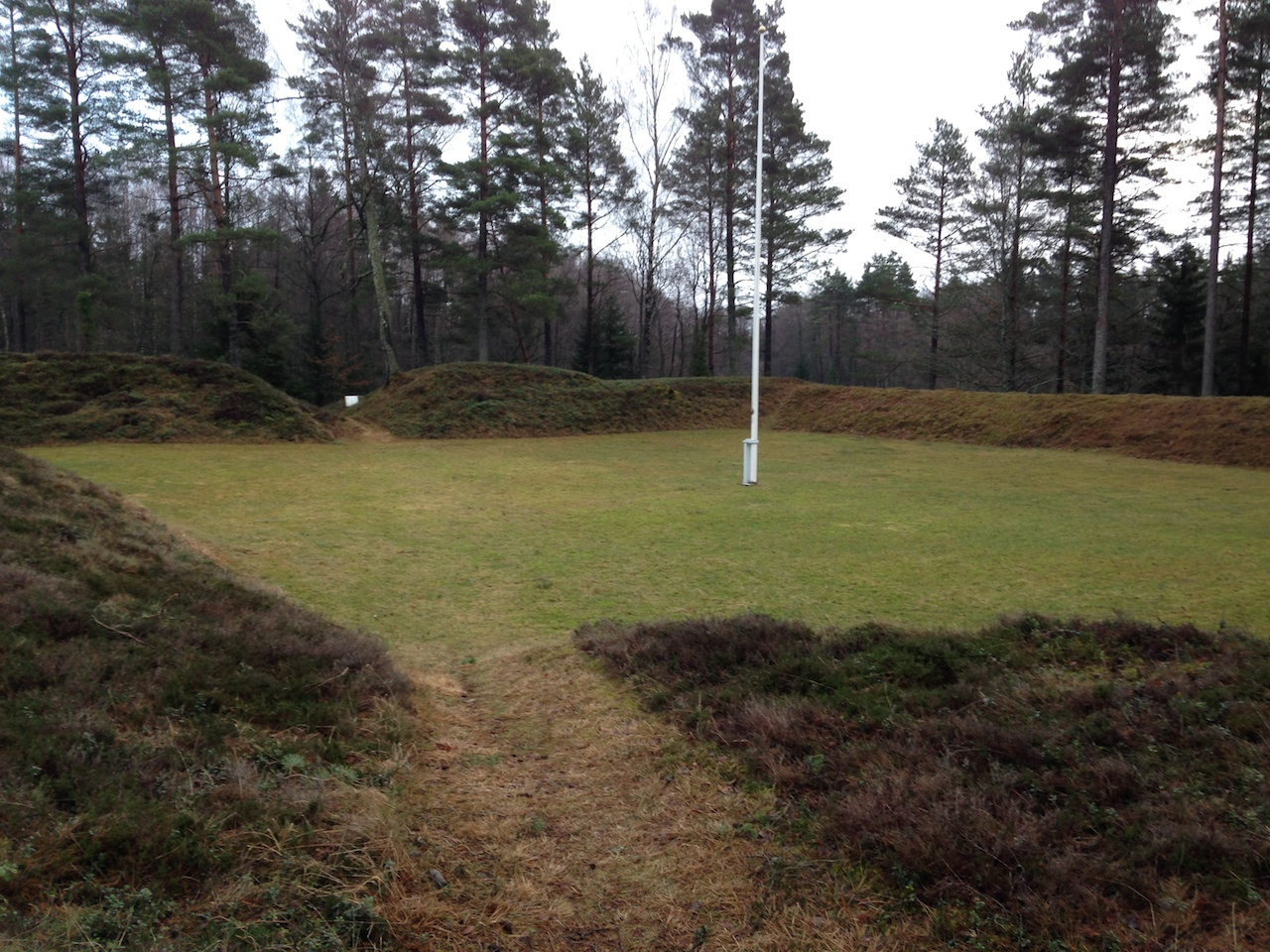
Nissaryds skans